# Čachovice
Čachovice jsou obec v okrese Mladá Boleslav ve Středočeském kraji. Leží sedmnáct kilometrů jižně od Mladé Boleslavi. Žije zde 879 obyvatel.

## Historie
První písemná zmínka o obci pochází z roku 1088 v soupisu majetku vyšehradské kapituly. V kronikách je uveden Bedřich z Čachovic, který vlastnil zdejší rozlehlý statek. O tomto zemanském rodu jsou zmínky až do roku 1340, kdy je poslední zmínka o potomkovi rodu Ješicovi z Čachovic. Další zmínky jsou až z 15. století, kdy je obec uváděna jako majetek pánů z Chlumu. V polovině 16. století byla obec vlastněna rodem Dovolů z Chocebuze. A právě Jindřich, první z tohoto rodu, byl tím, kdo nechal vložit Čachovice včetně zemanského dvora do zemských desk. Od Dovolů koupili obec i se statkem Valdštejnové. V dochovaných listinách se píše, že v roce 1595 byla v Čachovicích dřevěná tvrz. Roku 1611 koupil obec Linhart z Najperku a Čachovice byly spojeny s blízkou Vlkavou. Na místě bývalé tvrzi v areálu bývalého JZD dnes stojí stodola.

## Obyvatelstvo
| Rok            | 1869 | 1880 | 1890  | 1900 | 1910  | 1921  | 1930  | 1950 | 1961  | 1970 | 1980 | 1991 | 2001 | 2011 | 2021 |
| -------------- | ---- | ---- | ----- | ---- | ----- | ----- | ----- | ---- | ----- | ---- | ---- | ---- | ---- | ---- | ---- |
| Počet obyvatel | 570  | 941  | 1 049 | 967  | 1 032 | 1 099 | 1 060 | 923  | 1 016 | 910  | 849  | 757  | 742  | 849  | 881  |
| Počet domů     | 77   | 106  | 131   | 148  | 175   | 193   | 237   | 254  | 244   | 243  | 239  | 285  | 285  | 302  | 326  |

## Obecní správa

### Územněsprávní začlenění
Dějiny územněsprávního začleňování zahrnují období od roku 1850 do současnosti. V chronologickém přehledu je uvedena územně administrativní příslušnost obce v roce, kdy ke změně došlo:
- 1850 země česká, kraj Jičín, politický okres Nymburk, soudní okres Nové Benátky, obec Struhy[6]
- 1855 země česká, kraj Mladá Boleslav, soudní okres Nové Benátky, obec Struhy[6]
- 1868 země česká, politický okres Mladá Boleslav, soudní okres Nové Benátky, obec Struhy[6]
- 1880 země česká, politický okres Mladá Boleslav, soudní okres Nové Benátky[7]
- 1937 země česká, politický okres Mladá Boleslav expozitura Nové Benátky, soudní okres Nové Benátky[8]
- 1939 země česká, Oberlandrat Jičín, politický okres Mladá Boleslav expozitura Nové Benátky, soudní okres Nové Benátky [9]
- 1942 země česká, Oberlandrat Praha, politický okres Brandýs nad Labem, soudní okres Nové Benátky[10]
- 1945 země česká, správní okres Mladá Boleslav, expozitura a soudní okres Benátky nad Jizerou[11]
- 1949 Pražský kraj, okres Nymburk[12]
- 1960 Středočeský kraj, okres Mladá Boleslav[13]

### Části obce
- Čachovice
- Struhy

### Obecní symboly
Znak a vlajka byly obci uděleny rozhodnutím předsedy Poslanecké sněmovny Parlamentu České republiky dne 18. dubna 2014.

## Společnost
Ve vsi Čachovice s 520 obyvateli v roce 1932 byly evidovány tyto úřady, živnosti a obchody: sbor dobrovolných hasičů, lékař, biograf Sokol, dřevní průmysl, elektrotechnický závod, 2 obchody s umělými hnojivy, holič, 5 hostinců, kapelník, 2 krejčí, obchod s obuví Baťa, obuvník, velkoobchod s ovocem a zeleninou, pekař, obchod s peřím, pila, 6 rolníků, řezník, sadař, sedlář, 3 obchody se smíšeným zbožím, spořitelní a záložní spolek, 2 trafiky, 2 truhláři, 2 obchody s uhlím, zámečník, výroba zástěr, obchod se zemskými plodinami.
Ve vsi Struhy s 602 obyvateli (v roce 1932 samostatné vsi, ale která se později stala součástí Čachovic) byly evidovány tyto živnosti a obchody: cihelna, 3 hostince, 3 koláři, 2 kováři, krejčí, obuvník, pekař, 4 rolníci, 2 řezníci, 3 obchody se smíšeným zbožím, spořitelní a záložní spolek, 2 trafiky, truhlář.

## Doprava
Silniční doprava
- Obcí prochází silnice III. třídy. Ve vzdálenosti 1 km vede silnice I/38 Kolín - Nymburk - Mladá Boleslav - Doksy.

Železniční doprava
- Obec Čachovice leží na železniční trati 071 Nymburk - Mladá Boleslav. Jedná se o jednokolejnou celostátní trať, doprava byla na trati zahájena roku 1870. Přepravní zatížení tratě 071 v roce 2011 činí obousměrně 5 rychlíků a 10 osobních vlaků.[17] Na území obce leží mezilehlá železniční stanice Čachovice (původně Vlkava[18]), zastavují zde pouze osobní vlaky.

Autobusová doprava
- Obcí projížděly v pracovních dnech května 2011 autobusové linky
- Mladá Boleslav-Dobrovice-Lipník (4 spoje tam i zpět) (dopravce TRANSCENTRUM bus, s.r.o.),
- Nymburk-Lipník-Všejany (4 spoje tam i zpět),
- Lysá nad Labem-Mladá Boleslav (5 spojů tam i zpět) (dopravce Okresní autobusová doprava Kolín, s.r.o.) [19]

## Osobnosti
- František Čáp (1913–1972), režisér

## Zajímavosti
V roce 2001 se v této obci a dalších nedalekých lokalitách (Milovice) točil film s názvem Harrisonovy květy pojednávající o životě reportérů, kteří se zúčastnili občanské války v Jugoslávii na počátku 90. let. Hlavní roli v tomto hollywoodském snímku obsadila Andie MacDowell.